# İlker Başbuğ
İlker Başbuğ (né le 29 avril 1943) est un général turc. Il est le 26e chef d'état-major des forces armées turques, en fonction d'août 2008 à août 2010.
Jugé coupable d'avoir appartenu au réseau putschiste Ergenekon, İlker Başbuğ est condamné le 5 août 2013 par la justice turque à la prison à perpétuité. La sentence est annulée en appel l'année suivante et Başbuğ est libéré. Ses juges sont arrêtés à leur tour en 2016 et inculpés pour gulenisme.

## Biographie
İlker Başbuğ est né dans la province d'Afyonkarahisar, dans l'ouest de la Turquie. Başbuğ sort diplômé de l'académie militaire turque en 1961 en tant qu'officier d'infanterie. Il est aussi diplômé de l'école d'infanterie en 1963, puis sert dans différentes unités de l'armée turque, en tant que commandant de peloton et de commandos jusqu'en 1970.
Après son diplôme de l'Académie militaire en 1973, il est affecté à divers postes, dont un poste dans le renseignement au Grand Quartier général des puissances alliées en Europe (SHAPE) à Mons en Belgique.
İlker Başbuğ est aussi diplômé de l'Académie royale militaire de Sandhurst et du collège de défense de l'OTAN. Il est promu général de brigade en 1989. Il est de nouveau affecté au SHAPE à Mons, cette fois en tant que chef des départements logistique et renseignement, ainsi que commandant de la première brigade blindée jusqu'à sa promotion en 1993.
En 2002, il est promu au rang de général et sert en tant que commandant adjoint de l'armée turque jusqu'en 2003, puis en tant que chef d'état-major adjoint jusqu'en 2005. Entre 2005 et 2006, il commande la première armée avant de devenir commandant de l'armée turque le 30 août 2006.
Le 30 août 2008, il remplace Yaşar Büyükanıt au poste de chef d'état-major de l'armée.
Le 30 août 2010, il est remplacé par Işık Koşaner au poste de chef d'état-major de l'armée.
Après sa mise à la retraite, il écrivit un livre intitulé La fin des organisations terroristes.
En avril 2016, Başbuğ, devant les étudiants et les enseignants de l'université Atatürk d'Erzurum, déclare qu'Alparslan Çelik a commis un crime de guerre et doit être jugé pour avoir abattu le pilote russe Oleg Pechkov lors de sa descente en parachute après qu'un F-16 turc ait abattu son Su-24.
Le général İlker Başbuğ est marié à Sevil Başbuğ avec deux enfants. Il parle anglais.

## Procédures judiciaires
Le 5 janvier 2012, il est auditionné par la justice qui le soupçonne de complot contre le gouvernement Erdoğan. Il est soupçonné d'être l'un des membres actifs d'une cellule de propagande anti-islamiste et hostile au gouvernement, qui regroupe 42 sites d'information sur Internet.
Jugé coupable d'avoir appartenu au réseau putschiste Ergenekon, İlker Başbuğ est condamné le 5 août 2013 par la justice turque à la prison à perpétuité. Le 6 mars 2014, la cour d'appel annule le verdict pour vice de forme et violation des droits de la défense et il est libéré le lendemain.